# Trương Hiên
Trương Hiên (tiếng Trung giản thể: 张轩, bính âm Hán ngữ: Zhāng Xuān, sinh tháng 5 năm 1958, người Hán) là nữ chính trị gia nước Cộng hòa Nhân dân Trung Hoa. Bà hiện là Bí thư Đảng tổ, Chủ nhiệm Ủy ban Thường vụ Nhân Đại Trùng Khánh, đại biểu Đại hội Đại biểu Nhân dân toàn quốc khóa XIII. Bà từng là Ủy viên dự khuyết Ủy ban Trung ương Đảng Cộng sản Trung Quốc liên tiếp ba khóa XVI, XVII, XVIII; Phó Bí thư Thành ủy Trùng Khánh, Hiệu trưởng Trường Đảng Trùng Khánh; Viện trưởng Pháp viện Nhân dân cấp cao Trùng Khánh, Đại Pháp quan cấp 2.
Trương Hiên là đảng viên Đảng Cộng sản Trung Quốc, học vị Cử nhân Luật, chức danh Chuyên viên chính trị cấp cao. Bà có sự nghiệp chủ yếu ở Trùng Khánh từ thời kỳ thành phố này thuộc Tứ Xuyên rồi tách ra khỏi tỉnh này, tham gia lãnh đạo trực hạt thị Trùng Khánh.

## Xuất thân và giáo dục
Trương Hiên sinh tháng 5 năm 1958 tại huyện Loan Châu, nay là thành phố cấp huyện Loan Châu thuộc địa cấp thị Đường Sơn, tỉnh Hà Bắc, Cộng hòa Nhân dân Trung Hoa. Tháng 9 năm 1981, bà thi cao khảo và đỗ Học viện Chính Pháp Tây Nam (nay là Đại học Chính trị và Pháp luật Tây Nam), tới nhập học Khoa Pháp luật ở Trùng Khánh và tốt nghiệp cử nhân chuyên ngành này vào tháng 7 năm 1985. Trong những năm đại học ở trường Tây Nam, bà cũng được bầu làm Chủ tịch Hội Sinh viên Tây Nam, Phó Chủ tịch Hội Liên hiệp Sinh viên Toàn quốc Trung Quốc. Qua 10 năm, bà trở lại trường Tây Nam, theo học chương trình nghiên cứu sinh sau đại học về pháp luật kinh tế trong 2 năm cho đến 1997. Trương Hiên được kết nạp Đảng Cộng sản Trung Quốc vào tháng 4 năm 1979, từng tham gia khóa tiến tu ban thứ 2 dành cho cán bộ cấp địa, sảnh từ tháng 9 năm 1999 đến tháng 1 năm 2000, khóa tiến tu cán bộ cấp tỉnh, bộ từ tháng 9 năm 2006 đến tháng 1 năm 2007, đều tại Trường Đảng Trung ương Đảng Cộng sản Trung Quốc.

## Sự nghiệp

### Thời kỳ đầu
Tháng 8 năm 1975, Trương Hiên được xếp vào diện thanh niên trí thức trong phong trào Vận động tiến về nông thôn khi 17 tuổi, được điều tới tỉnh Vân Nam, về thủ phủ Côn Minh làm người lao động ở quận Quan Độ trong nửa năm. Sau đó, bà được chuyển sang Phòng Thăm dò dầu mỏ trung ương tại Vân Nam làm công nhân, và cũng là cán bộ thanh niên ở cơ quan này liên tục giai đoạn 1976–81, rồi thư ký Bộ Chính trị của Cục Thăm dò dầu mỏ Điền Kiềm Quế (Vân Nam, Quý Châu, Quảng Tây) trong năm 1981. Tháng 7 năm 1985, sau khi tốt nghiệp trường Tây Nam, bà ở lại Trùng Khánh – lúc này là thành phố thuộc Tứ Xuyên, nhậm chức Bộ trương Bộ Tổ chức Đoàn Thanh niên Cộng sản Trung Quốc thành phố Trùng Khánh, giữ chức gần nửa năm thì thăng chức làm Phó Bí thư Thành đoàn. Giai đoạn này, bà cũng được bầu làm Phó Chủ tịch rồi Chủ tịch Hội Liên hiệp Thanh niên Trùng Khánh, từng kiêm nhiệm chức vụ Phó Bí thư Huyện đoàn Giang Bắc Tứ Xuyên giai đoạn 1987–88, Viện trưởng Học viện Cán bộ Quản lý thanh niên Trùng Khánh trong năm 1990. Tháng 11 năm 1992, Trương Hiên được điều về quận Đại Độ Khẩu của Trùng Khánh để nhậm chức Phó Bí thư Quận ủy, Bí thư Ủy ban Chính Pháp Quận ủy. Đến giữa năm 1997, bà giữ chức Bí thư Đảng tổ, Chủ tịch Hội Liên hiệp Phụ nữ Trùng Khánh trong thời gian ngắn, vào lúc này Trùng Khánh được tách ra từ Tứ Xuyên, trở thành Thành phố trực thuộc trung ương và bà tiếp tục công tác ở thành phố này.

### Trùng Khánh
Tháng 1 năm 2001, Trương Hiên được chuyển sang khối tư pháp, bổ nhiệm làm Phó Viện trưởng Pháp viện Nhân dân cấp cao Trùng Khánh, Bí thư Đảng tố, cấp chính sảnh. Cũng trong năm này, Viện trưởng Pháp viện Trùng Khánh Triệu Tuấn Như bị cách chức do vi phạm kỷ luật Đảng, Trương Hiên được phân công là quyền Viện trưởng rồi được phê chuẩn làm Viện trưởng từ tháng 1 năm 2002. Hai tháng sau, bà được phong bậc làm Đại Pháp quan cấp 2 ở tuổi 44, là đại pháp quan trẻ nhất trong số 41 người được phong vào thời điểm này – Hội nghị Tư pháp Trung Quốc lần thứ nhất với lần đầu tiên áp dụng quy định về cấp bậc thẩm phán Trung Quốc, và là 1 trong 3 nữ đại pháp quan cùng Viện trưởng Pháp viện Nhân dân cấp cao An Huy Hàn Vân Bình và Viện trưởng Pháp viện Nhân dân cấp cao Ninh Hạ Hắc Tuấn Anh. Cuối năm này, bà tham gia Đại hội Đảng Cộng sản Trung Quốc lần thứ XVI, được bầu làm Ủy viên dự khuyết Ủy ban Trung ương Đảng Cộng sản Trung Quốc khóa XVI vào ngày 8 tháng 11. Sau 1 nhiệm kỳ, bà được bổ nhiệm làm Phó Bí thư Thành ủy Trùng Khánh, kiêm Hiệu trưởng Trường Đảng Trùng Khánh từ cuối năm 2007, rời Pháp viện Trùng Khánh, tiếp tục tham gia Đại hội XVII vào tháng 10 và vẫn là Ủy viên dự khuyết Ủy ban Trung ương khóa XVII. Tháng 11 năm 2012, tại Đại hội XVIII, bà tiếp tục là đại biểu từ đoàn Trùng Khánh, dự lần thứ ba là cũng lần thứ ba được bầu làm Ủy viên dự khuyết Ủy ban Trung ương khóa XVIII nhiệm kỳ 2012–17. Tính đến thời điểm này, bà là Ủy viên dự khuyết Trung ương Đảng trong 3 nhiệm kỳ XVI, XVII, XVIII. Ngày 31 tháng 1 năm 2013, Trương Hiên được bầu làm Chủ nhiệm Ủy ban Thường vụ Đại hội Đại biểu Nhân dân thành phố Trùng Khánh, được miễn nhiệm các chức vụ ở Ban Thường vụ Thành ủy sau đó. Tới 2018, bà tiếp tục là người đứng đầu Nhân Đại Trùng Khánh, và cũng là đại biểu của Đại hội Đại biểu Nhân dân toàn quốc khóa XIII.